# Dorfkirche Zerrenthin

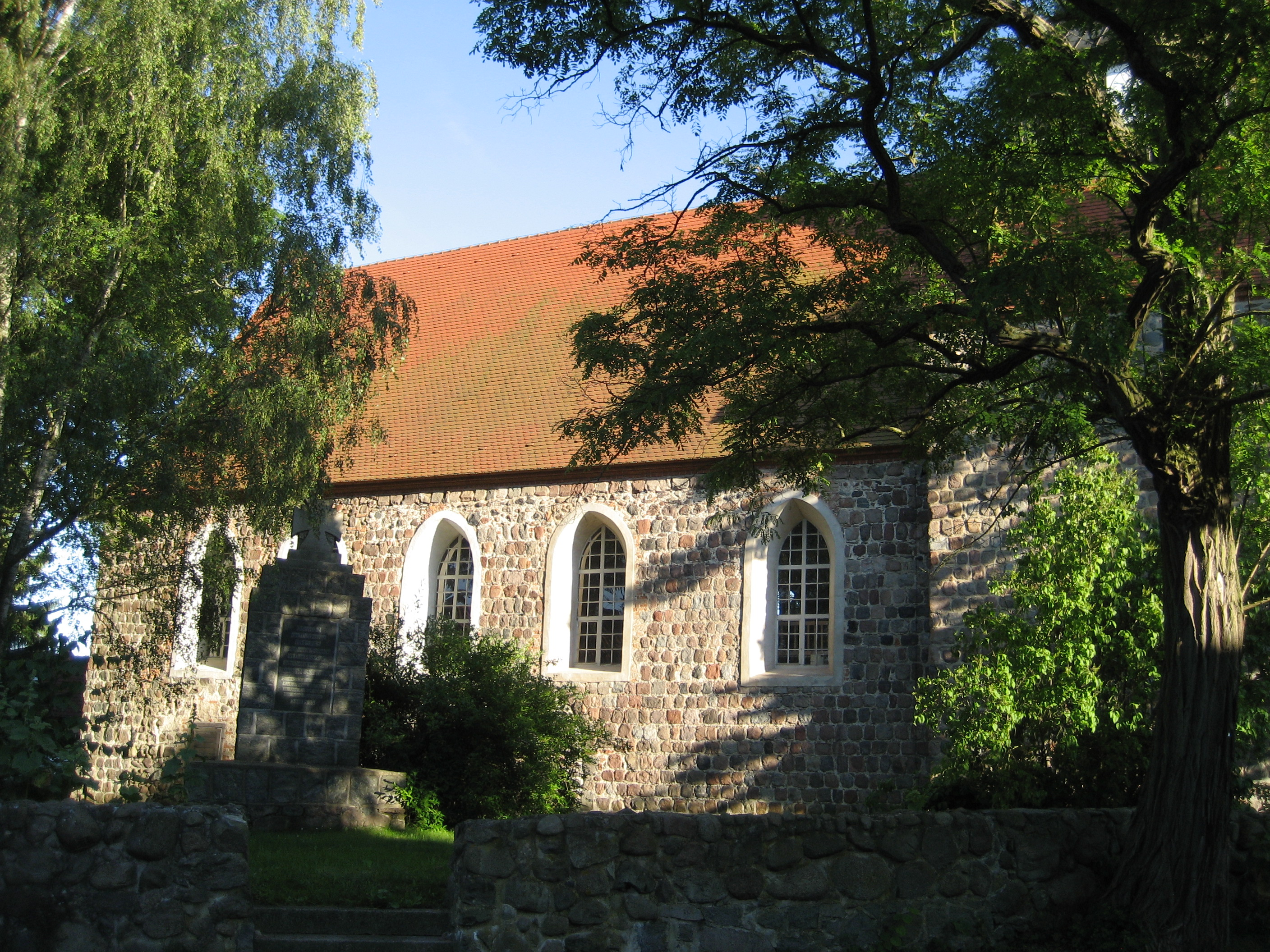
Nordseite der Dorfkirche Zerrenthin mit dem Kriegerdenkmal

Die Dorfkirche Zerrenthin ist eine Kirche in Zerrenthin, einer Gemeinde im Landkreis Vorpommern-Greifswald im Land Mecklenburg-Vorpommern.

## Kirchengemeinde
Zerrenthin ist der Sitz eines evangelischen Pfarrsprengels mit dem Pfarramt in der Dorfstraße 28, zu dem außer der Kirchengemeinde Zerrenthin auch die Kirchengemeinde Rollwitz gehört. Der Pfarrsprengel umfasst den östlichen Teil des Amtes Uecker-Randow-Tal und mit der Gemeinde Rossow und der Ortslage Caselow auch noch die westliche Spitze des Amtes Löcknitz-Penkun. Das Kirchspiel Zerrenthin gehörte bis 1974 zum Kirchenkreis Brüssow der Kirchenprovinz Mark Brandenburg bzw. der Evangelischen Kirche in Berlin-Brandenburg und anschließend zum Kirchenkreis Pasewalk der Pommerschen Evangelischen Kirche. Seit Mai 2012 ist es Teil der Propstei Pasewalk im Pommerschen Evangelischen Kirchenkreis des Sprengel Mecklenburg und Pommern (Sitz des Sprengel-Bischofs in Greifswald) der Evangelisch-Lutherischen Kirche in Norddeutschland.
Zum Pfarrsprengel Zerrenthin gehören elf Kirchdörfer:
- Koblentz
- Krugsdorf
- Polzow
- Roggow
- Rollwitz
- Rossow
- Schmarsow
- Uhlenkrug
- Wetzenow
- Zerrenthin
- Züsedom

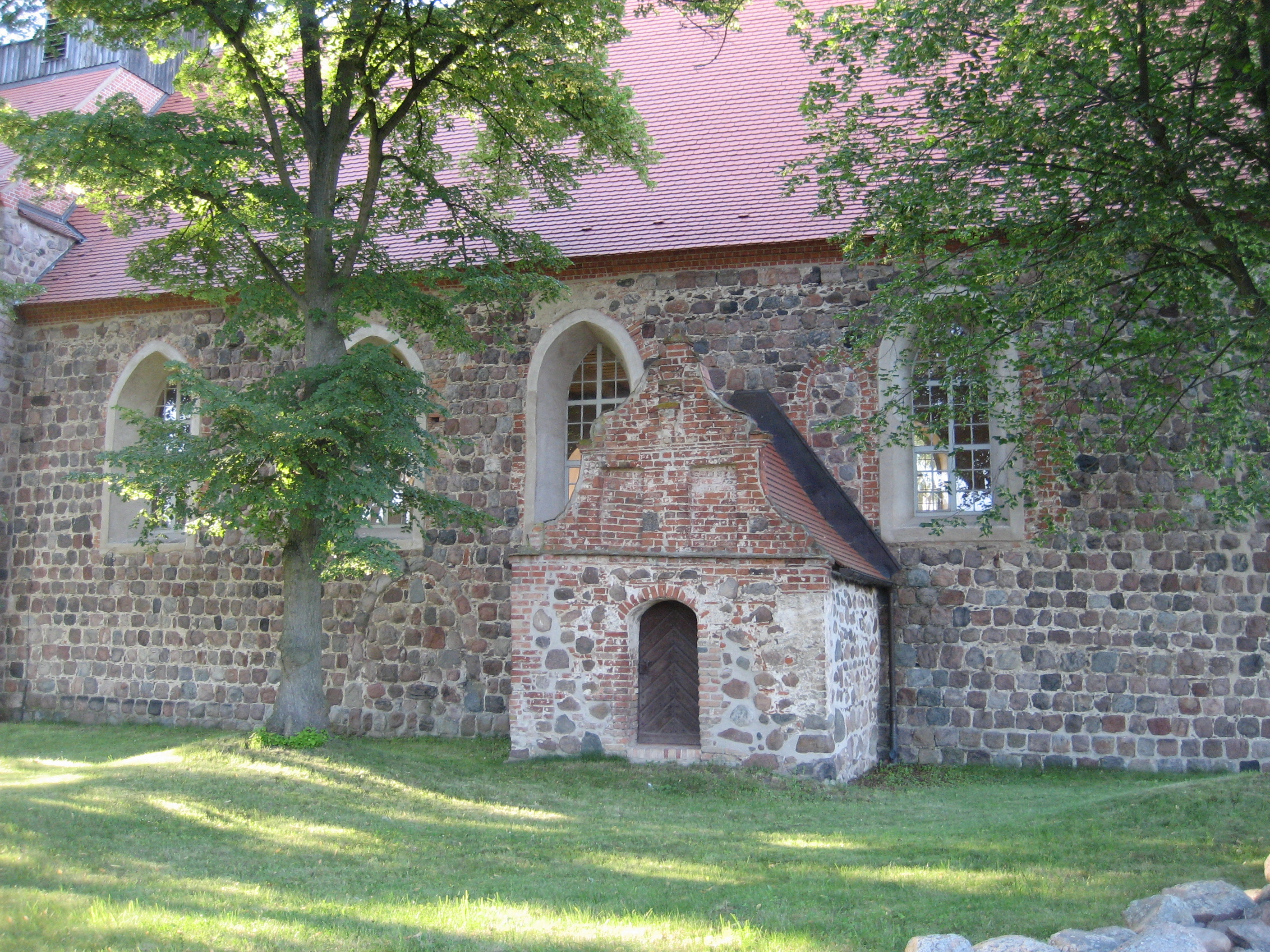
Südseite und Vorhalle mit Volutengiebel

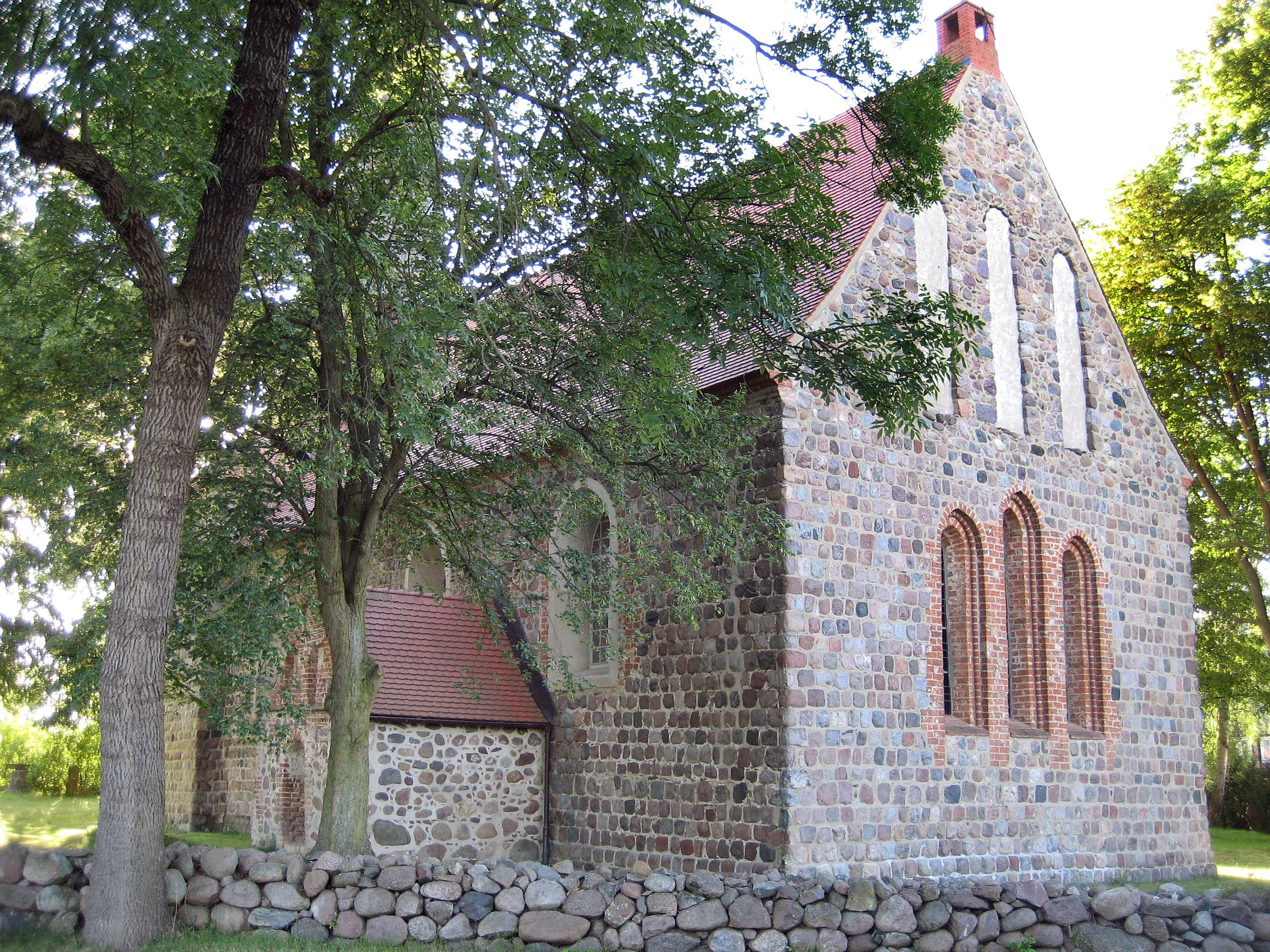
Dorfkirche Zerrenthin

Diesen sind neun Ortschaften angegliedert:
- Borken
- Breitenstein
- Caselow
- Damerow
- Marienthal
- Peterswalde
- Riesenbrück
- Rödershorst
- Rothenburg

## Geschichte, Baubeschreibung und Ausstattung

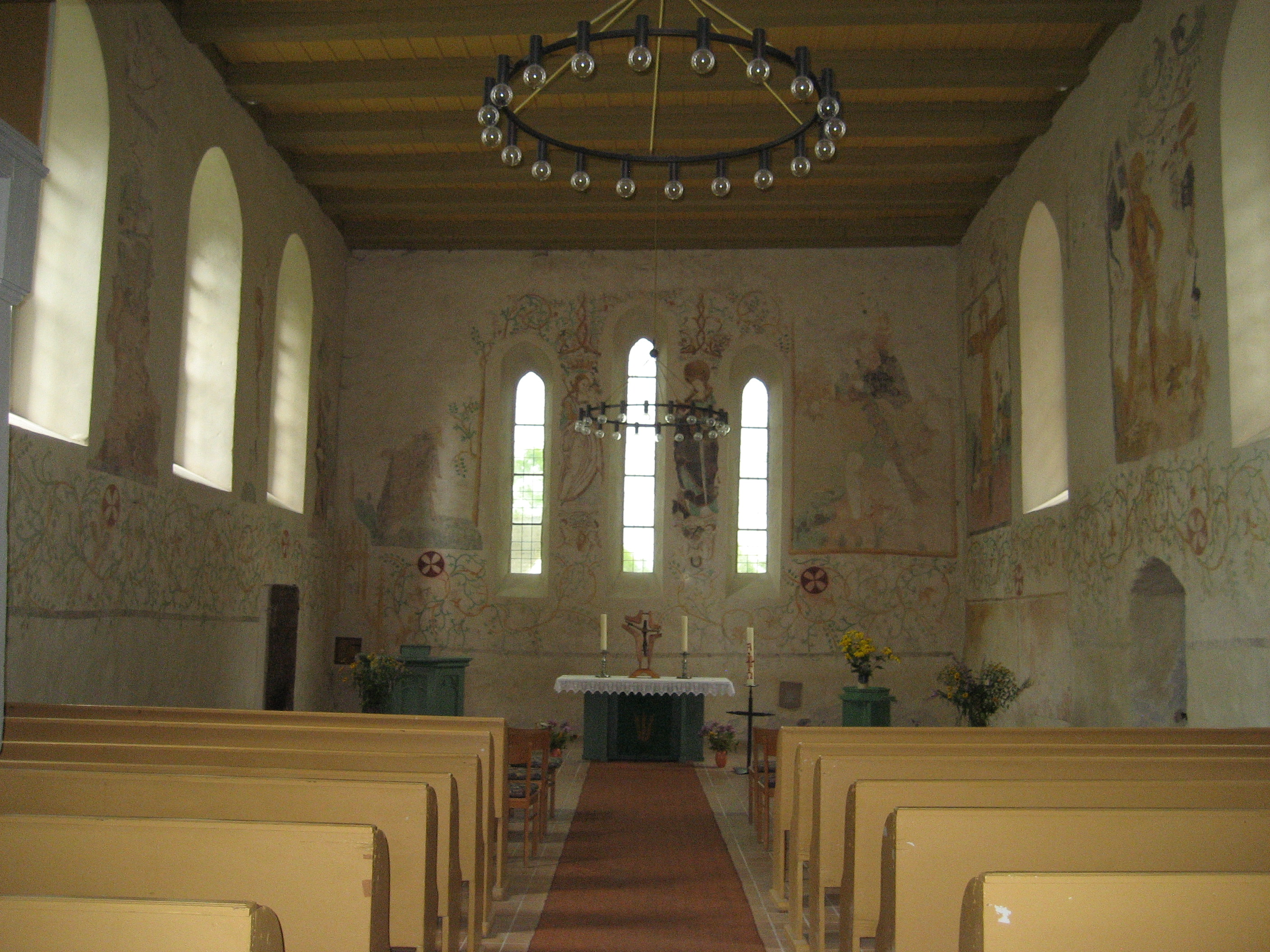
Innenraum, Blickrichtung Osten

Die Dorfkirche Zerrenthin stammt aus der zweiten Hälfte des 13. Jahrhunderts und wird zusammen mit dem Kirchhof durch eine Feldsteintrockenmauer begrenzt. Ihr Langhaus ist ein aus geschichteten Granitquadern akkurat gemauerter Feldsteinbau. Auffallend ist der querrechteckige ca. 46 Meter hohe Westturm, der breiter als das Kirchenschiff ist und ein verbrettertes Obergeschoss trägt sowie einen kupfergedeckten Knickhelm. Am Turm und in der Turmhalle sind große, spitzbogige Stufenportale erhalten geblieben. An der Nordseite des Langhauses befand sich vermutlich eine Sakristei, während auf der Südseite eine Vorhalle mit Volutengiebel angebaut ist, die aus dem 17. Jahrhundert stammt. Beide Granitportale im Norden und Süden sind inzwischen zugesetzt. Den Ostgiebel zieren Spitzbogenblenden und eine Gruppe von drei Fenstern mit eingestellten Dreiviertelstäben aus Backstein. Die restlichen Fenster an der Nord- und Südseite sind im 19. Jahrhundert vergrößert worden. Auf dem Kirchhof befindet sich ein Kriegerdenkmal für die 32 gefallenen Soldaten des Ersten Weltkrieges die aus Zerrenthin stammten.
Der Innenraum des Kirchenschiffs hat eine Balkendecke. An den Wänden befinden sich umfangreiche Reste eines umlaufenden Wandmalereizyklus, der vermutlich aus der ersten Hälfte des 16. Jahrhunderts stammt. Erst im Jahr 1970 wurde der Wandmalereizyklus entdeckt und freigelegt und 1994–1996 restauriert. Er zeigt szenische Darstellungen der Apostel und Heiligen sowie Rankenornamente. Zudem befindet sich an der Westwand die geschnitzte Kreuzigungsgruppe des ehemaligen Altaraufsatzes, der aus der ersten Hälfte des 18. Jahrhunderts stammt. Die Empore wurde bereits im 17./18. Jahrhundert gebaut. Der aus dem 19. Jahrhundert stammende Kanzelkorb steht heute am Boden.
In der Kirche befindet sich des Weiteren neben einer Grabplatte des von 1651 bis 1691 in Zerrenthin tätigen Pfarrers Joachim Camerarius (* 1627 † 1692) eine Orgel aus der zweiten Hälfte des 19. Jahrhunderts mit einem neugotischen Prospekt. Die Zerrenthiner Kirche hat insgesamt 3 Kirchenglocke, wobei eine von Martin Heintze aus Berlin 1681, nach anderen Angaben 1690, gegossen wurde. Sie stellt eine Dauerleihgabe aus der St. Marien-Kirche in Pasewalk dar und stammt ursprünglich aus Rügenwalde in Hinterpommern, dem heute polnischen Darłowo. Die beiden anderen Glocken wurden 1996 und 1997 von A. Bachert aus Heilbronn gegossen.

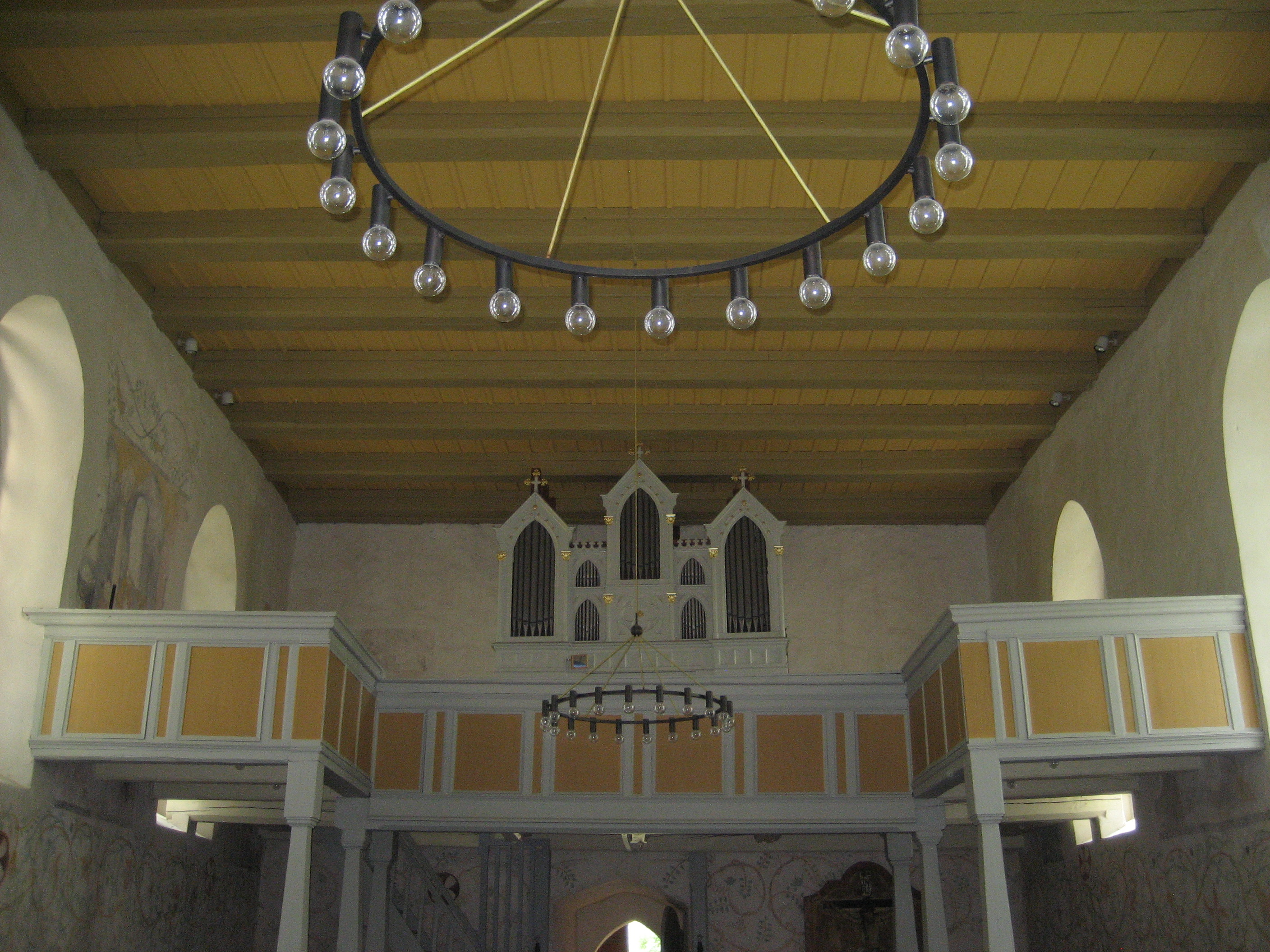
Innenraum
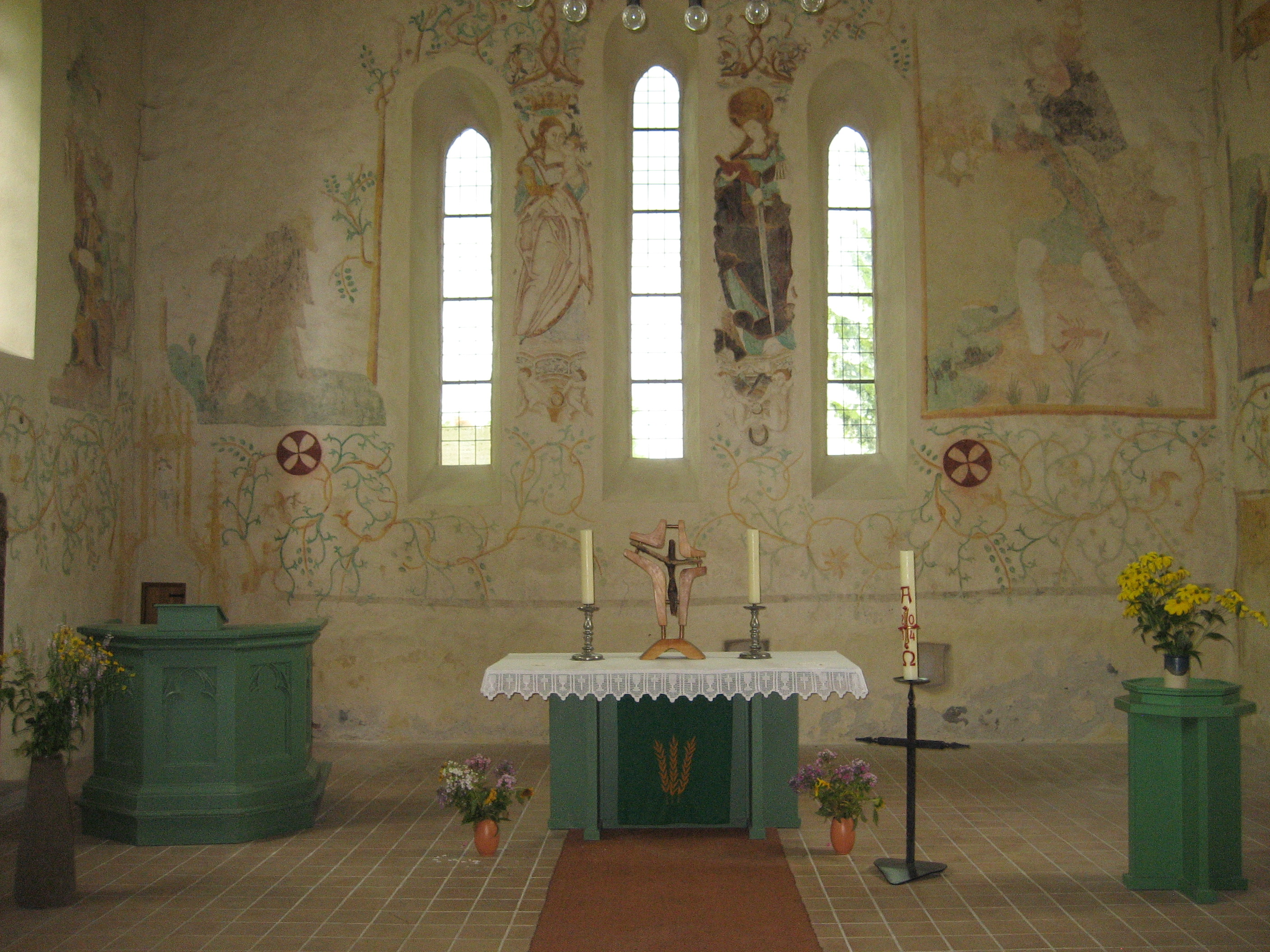
Kanzelkorb und Altar
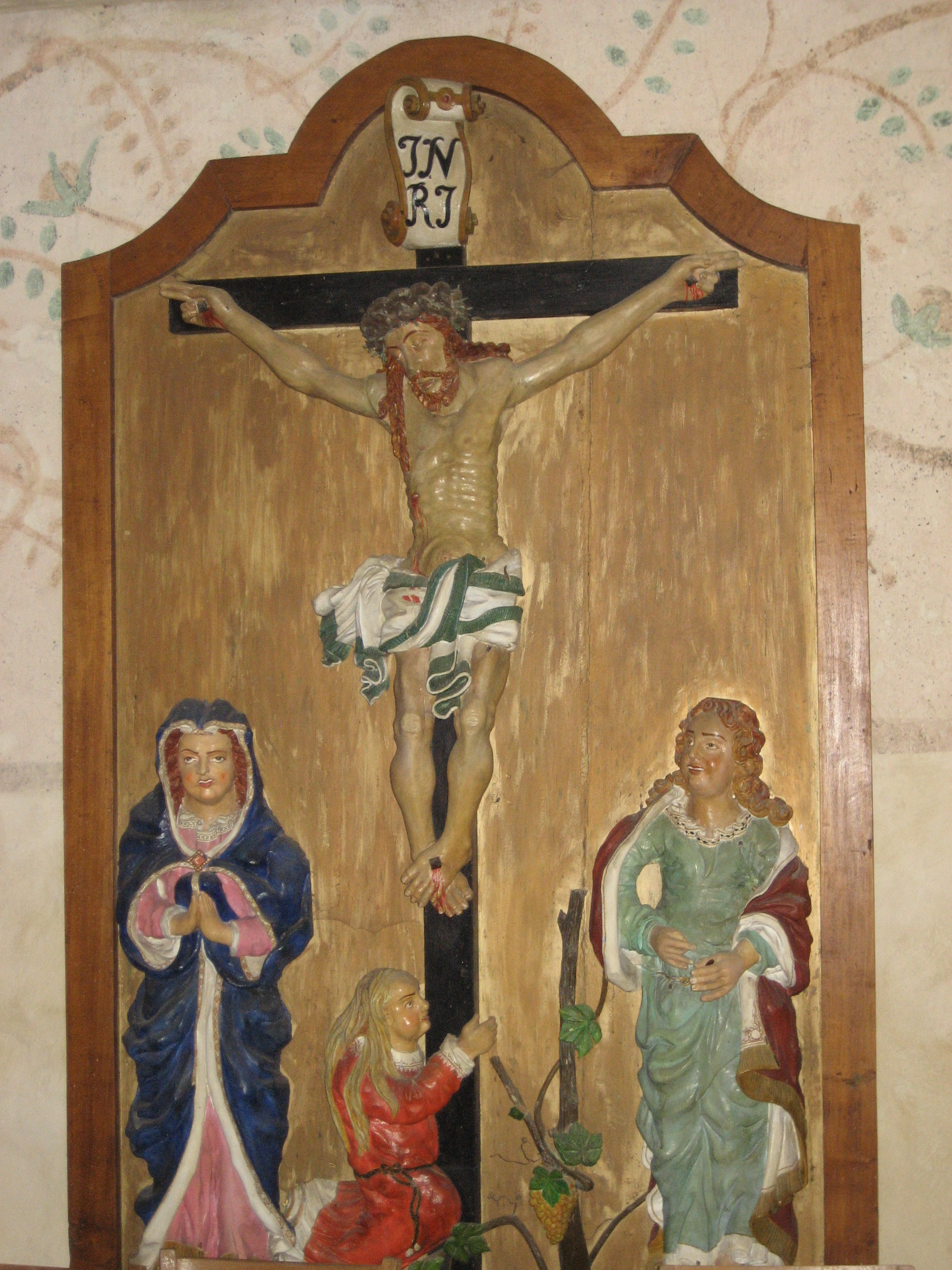
Kreuzigungsgruppe
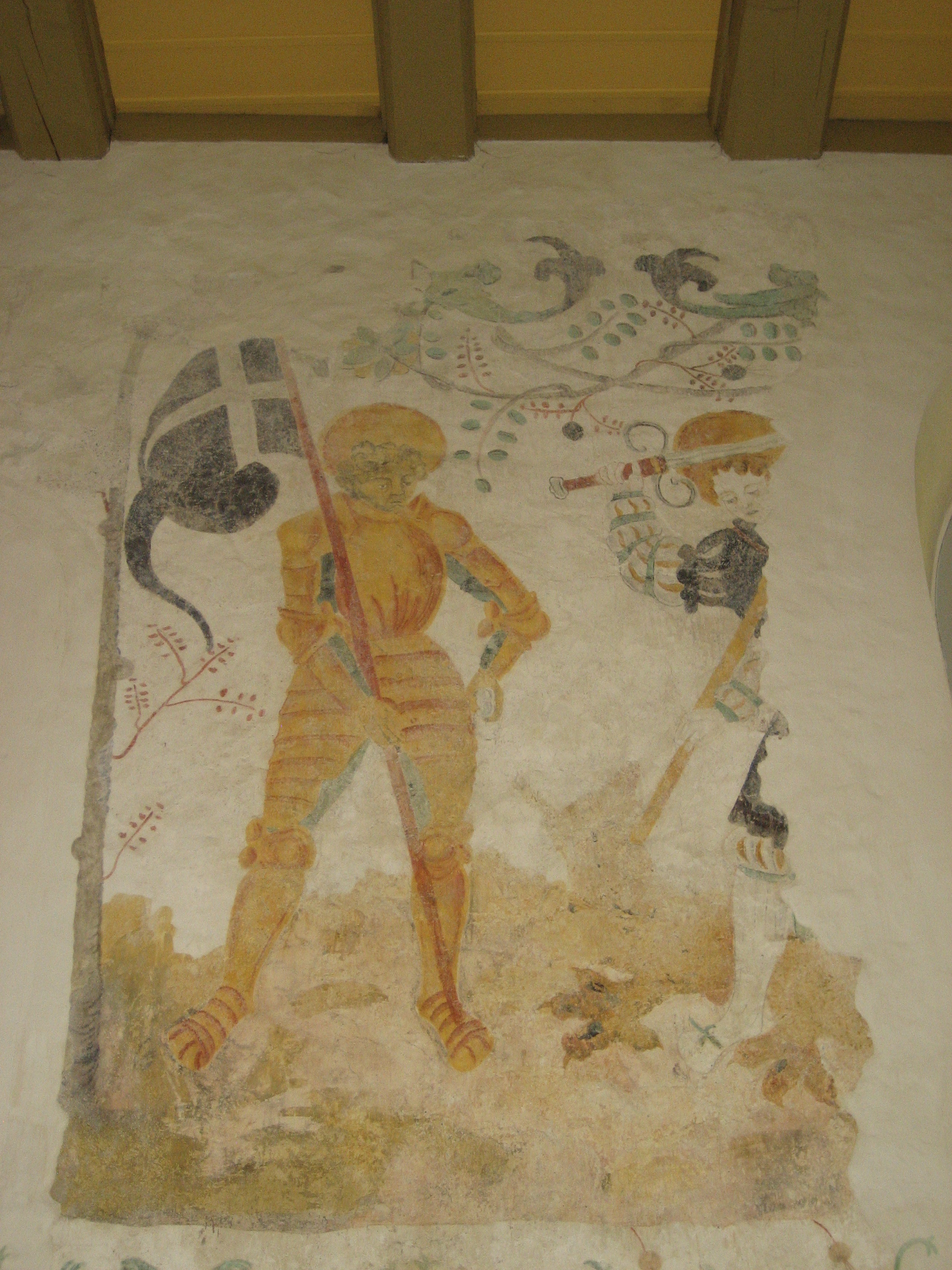
Apostel und Heilige
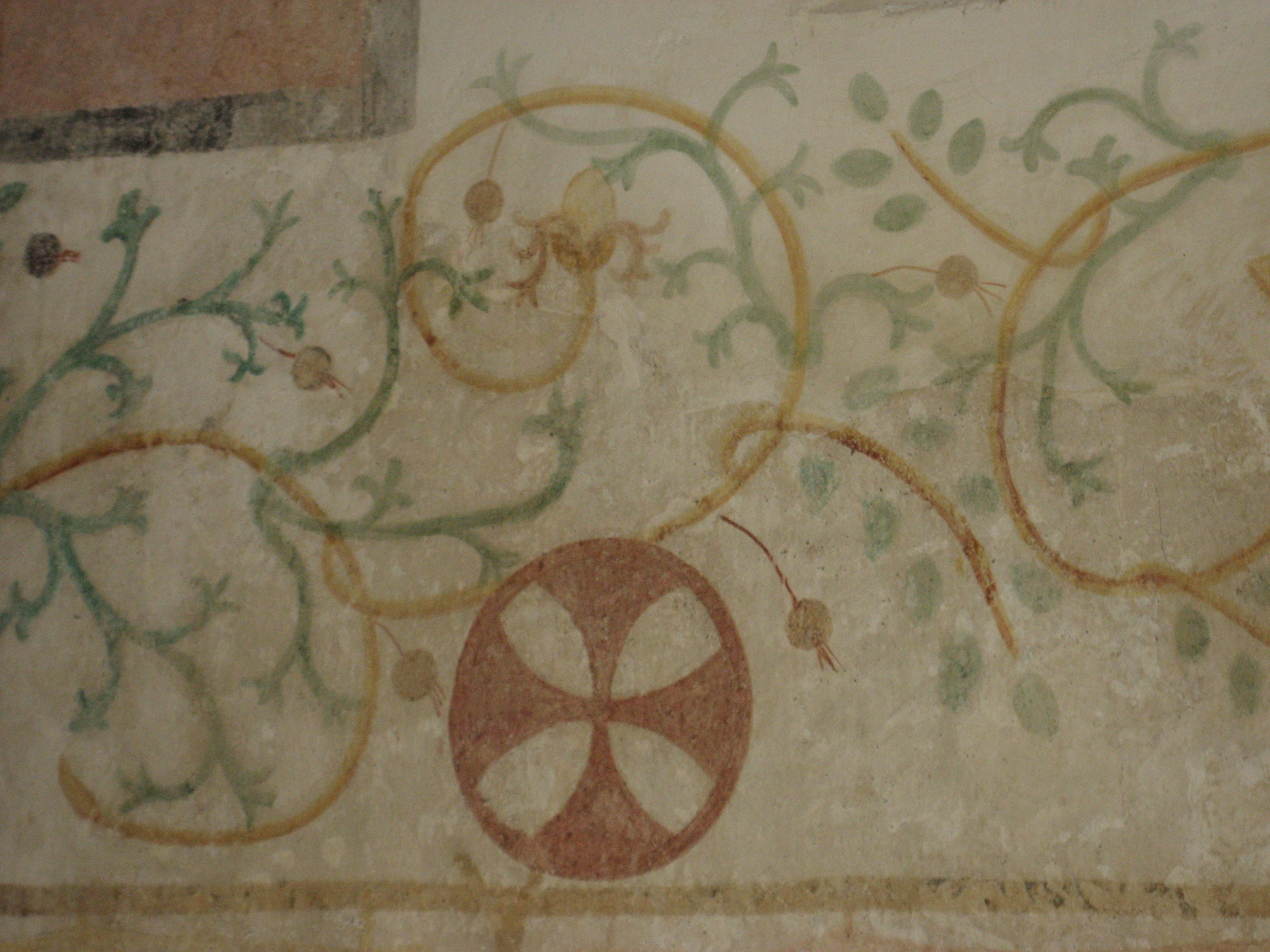
Rankenornamente

## Pfarrer
Die erste Erwähnung eines Pfarrers in Zerrenthin stammt aus dem Jahr 1543. Folgende Pfarrer sind in Zerrenthin namentlich und mit ihrer Amtszeit bekannt:
- um 1543 Thomas Schonow
- 1585–1600 Georg Grumundt (in der Matrikel von 1600 Brummundt geschrieben)
- 1600–1632 Joachim Cölerus
- 1632–1650 Jakob Schultze
- 1651–1691 Joachim Camerarius (* 17. Mai 1627 in Carmzow; † 24. Juni 1692 in Zerrenthin), Sohn des Löcknitzer Pfarrers Johann Camerarius (um 1640) und Vater von Christian Camerarius
- 1691–1698 Cristian Camerarius (* 28. August 1667 in Zerrenthin; † 4. Mai 1728 in Zerrenthin), Sohn von Joachim Camerarius
- 1698–1727 Georg Lamprecht
- 1727–1737 Carl Gustav Wocke (* 1692 in Stettin; † 6. Mai 1737 in Zerrenthin)
- 1737–1748 Samuel Hermann Stilke (* 14. Mai 1710 in Berlin-Heiligensee; † 4. Juli 1748 in Zerrenthin)
- 1748–1784 Heinrich Johann Struve (* in Magdeburg † 28. Februar 1784 in Zerrenthin), Vater von F. W. Struve
- 1785–1810 Friedrich Wilhelm Struve (* 26. September 1747 in Rühstädt † ?), Sohn von H. J. Struve
- 1810–1823 Christian Gottlob Kaiser (* ? † 13. Juli 1823 in Zerrenthin)
- 1824–1855 Johann Dietrich Neffe (* ? † 13. November 1860 in Messentin bei Pölitz, Provinz Posen)
- 1855–1889 Karl Gottlob Bernhard Thiele (* 6. August 1824 in Wiesenburg; † 23. Dezember 1889 in Zerrenthin)
- 1890–1904 Johannes Wilhelm Georg Reichmuth (* 28. August 1865 in Niederfinow; † 1. Mai 1931 in Potsdam)
- 1904–1930 Paul Johann Martin Schuffenhauer (* 22. März 1865 in Berlin † ?)
- 1931–1939 Gerhard Franz Theodor Otto Großmann (* 12. Juni 1903 in Thorn † ?)
- 1940–1948 Udo Köhler
- 1949–1956 Willi Balzer
- 1957–1959 Karl Müller
- 1962–1989 Ernst-Friedrich Lunkenheimer
- seit 1989 Matthias Bohl, gest. im Dezember 2021